# وسترن معاصر

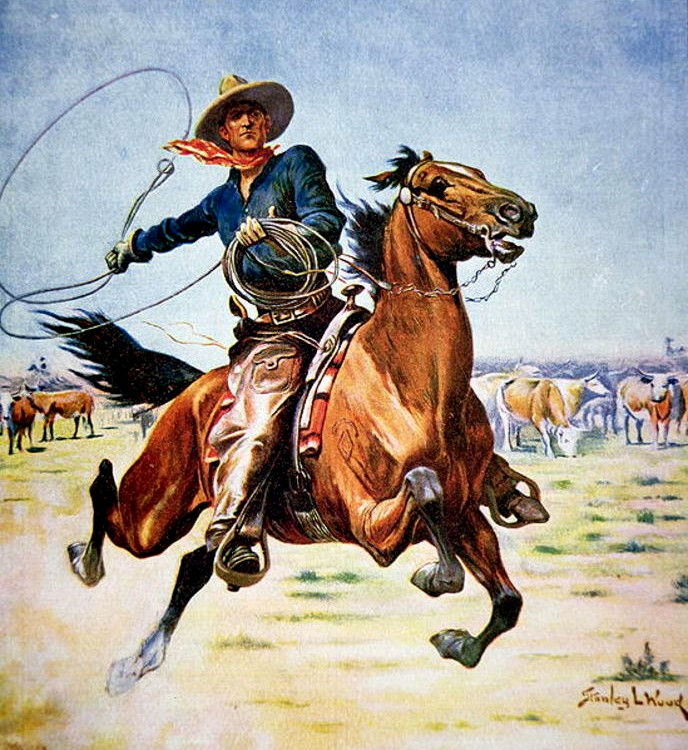
گاوچران تگزاس

وسترن معاصر یک زیر ژانر از ژانر وسترن است که شامل پیکربندی معاصر است و از تم‌ها، کهن الگوها و موتیف‌های غرب وحشی مانند یک ضدقهرمان سرکش، دشت‌های باز و مناظر بیابانی یا جنگ با اسلحه استفاده می‌کند. این زیر ژانر شامل ژانرهای پسا وسترن ، نئو وسترن و وسترن شهری است که شامل « فرقه گاوچران » در فضایی مدرن است که شامل احساسات و درک مخاطب از فیلم های وسترن می شود. می‌توان گفت که یک نئو وسترن از مضامین غربی استفاده می‌کند که در عصر حاضر تنظیم شده است. طبق گفته استفن تئو در وسترن شرقی: فیلم و ژانر بیرون و درون هالیوود، تفاوت کمی بین نئو وسترن و پسا وسترن وجود دارد و این اصطلاحات اغلب ممکن است به جای هم استفاده شوند.: 96 